# Fjodor Petrovič Uvarov
Fjodor Petrovič Uvarov (rusko Фёдор Петро́вич Ува́ров), ruski general, * 1773, † 1824.
Bil je eden izmed pomembnejših generalov, ki so se borili med Napoleonovo invazijo na Rusijo; posledično je bil njegov portret dodan v Vojaško galerijo Zimskega dvorca.

## Življenje
Leta 1794 je bil povišan v generaladjutanta. Bil je eden izmed zarotnikov pri umoru carja Pavla I. Leta 1805 je sodeloval v bitki pri Austerlitzu. 
Leta 1810 je bil poslan v Moldavijo, kjer se je bojeval proti Turkom. Leta 1813 je postal poveljnik Gardnega korpusa.